# Hounddog
Hounddog is een film uit 2007 onder regie van Deborah Kampmeier. De film draaide in de Verenigde Staten voor het eerst op de Sundance Film Festival.
De verwachtingen van de film lagen hoog. Fannings moeder vertelde in de zomer van 2006 dat het haar niet zou verbazen als ze genomineerd zou worden voor een Academy Award. Hoewel de film een nominatie kreeg bij de Sundance, flopte de film.
De film leidde tot veel ophef, omdat er een kinderverkrachting in voorkomt.

## Verhaal
Lewellen is een jong meisje dat opgroeit in het zuiden van de Verenigde Staten. Haar jeugd is droevig: ze wordt al zo lang ze zich kan herinneren verwaarloosd en misbruikt. Ze zoekt haar toevlucht in de muziek van zanger Elvis Presley.

## Rolverdeling
| Acteur            | Personage               |
| ----------------- | ----------------------- |
| Dakota Fanning    | Lewellen                |
| Robin Wright Penn | Ellen                   |
| David Morse       | Lou, Lewellens vader    |
| Piper Laurie      | Grannie, Lewellens oma  |
| Isabelle Fuhrman  | Gwendolyn "Grasshopper" |
| Jill Scott        | Big Mama Thornton       |
| Christoph Sanders | Wooden's zoon           |
| Cody Hanford      | Buddy                   |
| Afemo Omilami     | Charles                 |
| Ryan Pelton       | Elvis Presley           |